# Ricla
Ricla – gmina w Hiszpanii, w prowincji Saragossa, w Aragonii, o powierzchni 90,67 km². W 2011 roku gmina liczyła 3188 mieszkańców.